# جزیره اریوموته

عکس ماهواره ای از جزیره اریوموته، آوریل ۲۰۱۴. اریوموته در مرکز است و جزایر کوچک دیگری نیز وجود دارد که اطراف آن را احاطه کرده‌اند.

جزیره اریوموته بزرگ‌ترین جزیره یاایاما ژاپن است و بعد از خود جزیره اوکیناوادومین جزیره بزرگ در استان اوکیناوا است.
مساحت این جزیره ۲۸۹٫۲۷ است کیلومتر مربع و جمعیت آن تا سال ۲۰۰۵ سال ۲٬۳۴۷ نفر بوده‌است. این جزیره فاقد خط هوایی است و بیشتر بازدید کنندگان - بیش از ۳۹۰٬۰۰۰ نفر در سال ۲۰۰۶ - از ایشیگاکی با کشتی فاصله‌ای به طول ۳۱٫۴ کیلومتر طی می‌کنند. این جزیره از نظر اداری متعلق به تاکه‌تومی در استان اوکیناوا است. زیرساخت‌ها به یک جاده ساحلی واحد محدود می‌شود که دهکده‌ها را در سواحل شمالی و شرقی متصل می‌کند.

## حیات وحش
این جزیره به زیستگاه گربه ایریوموته مشهور است، گربه وحشی که گونه در معرض انقراض است که فقط در اریوموته یافت می‌شود. تا تاریخ ۲۰۰۷ تعداد این گونه از گربه ۱۰۰–۱۰۹ عدد تخمین زده می‌شود.
این جزیره دارای یک مار سمی به نام Trimeresurus elegans است که در گویش محلی به نام habu شناخته می‌شود، و گونه ای از افعی گودال که میزان گزش آن ۳٪ و معلولیت دائمی آن ۶–۸٪ است.

## فرهنگ
برخی از مردم جزیره از آنها گویش ایریوموتای زبان یاایاما را صحبت می‌کنند.

## تاریخ
این جزیره دارای شهرک‌های کمی از ماهیگیران و پرورش دهندگان برنج در مناطق ساحلی بود، اما هرگز جمعیت زیادی نداشت تا زمانی که معدن زغال سنگ ایریوموت بین سالهای ۱۸۸۹ و ۱۹۵۹ در این جزیره شروع به فعالیت کرد.
در طول جنگ جهانی دوم برخی از ساکنان ایشیگاکی را مجبور کردند تا به ایریوموت پناه ببرند، بسیاری از آنها به مالاریا مبتلا شدند. پس از جنگ، نیروهای ایالات متحده در ژاپن مالاریا را از جزیره ریشه کن کردند و از آن زمان جزیره بدون مالاریا بود. این جزیره، همراه با بقیه استان اوکیناوا، تا سال ۱۹۷۲ به عنوان قلمرو تحت کنترل ایالات متحده باقی ماند. ایریوموت در ۱۷ ژوئن ۱۹۷۲ به ژاپن بازگشت.

## اقتصاد
اقتصاد جزیره به غیر از گردشگری، با تولید محصولات کشاورزی، در درجه اول از آناناس، نیشکر، انبه، پرورش مروارید و ماهیگیری پایدار است.